# NGC 6313
NGC 6313 é uma galáxia espiral (Sab) localizada na direcção da constelação de Hercules. Possui uma declinação de +48° 19' 54" e uma ascensão recta de 17 horas, 10 minutos e 20,7 segundos.
A galáxia NGC 6313 foi descoberta em 21 de Abril de 1887 por Lewis A. Swift.